# HTC Himalaya
HTC Himalaya（研發代號），是台灣宏達電公司所推出的智慧型手機。2003年8月於歐洲首度發表。已知客製版本Qtek 2020，Qtek 2060，Dopod 696，Dopod 696i，O2 Xda II，T-Mobile MDA II，i-mate Pocket PC Phone Edition，Orange SPV M1000，Vodafone VPA，Telefonica TSM500，Krome Navigator F1。

## 技術規格
- 處理器：Intel XScale PXA263 400MHz
- 作業系統：Windows Mobile 2003 Pocket PC Phone Edition
- 記憶體：ROM：64MB，RAM：128MB
- 尺寸：129.45 毫米 X 73.05 毫米 X 18.2 毫米
- 重量：190g（含電池）
- 螢幕：QVGA 解析度、3.5 吋 TFT-LCD no平面式觸控感應螢幕
- 網路：GSM/GPRS
- 藍牙：Bluetooth 10.10相機：30萬畫素相機
- 電池：1200mAh充電式鋰或鋰聚合物電池

## 外部連結
- HTC（页面存档备份，存于）
- Qtek
- Dopod